# 삼성 갤럭시 탭 A7 LITE
삼성 갤럭시 탭 A7 LITE (Samsung GALAXY Tab A7 LITE)는 삼성전자에서 제조/판매하는 안드로이드 태블릿 컴퓨터다.

## 출시
삼성전자은 2020년 9월 2일 삼성 갤럭시 탭 A7 LITE의 전 버전의 기기인 삼성 갤럭시 탭 A7를 발표했고, 삼성 갤럭시 탭 A7은 2020년 9월 11일 출시되었다. 약 8개월 뒤 발표된 2021년 5월 27일 삼성 갤럭시 탭 A7 LITE는 갤럭시 탭 A7보다 더 작고, 더 저렴했고, 삼성 갤럭시 탭 A7 LITE는 2021년 6월 18일 출시되었다.

## 특징
갤럭시 탭 A7 LITE는 1340 x 800 픽셀 해상도(15:9)를 지원하는 8.7인치 LCD 디스플레이와 미디어텍 헬리오 P22T 칩셋으로 구동된다. 3GB + 32GB 메모리와 4GB + 64GB 메모리로 구성되어 있다. 또한, USB-C 포트를 통해 충전 할 수 있는 5100mAh 배터리 및 Wi-Fi 802.11ac, Bluetooth 5.0, GPS, 스테레오 스피커 및 3.5mm 오디오 잭도 제공된다.
삼성 갤럭시 탭 A7 LITE는 다크 그레이, 실버, 골드의 색상이 있다. 또 삼성 갤럭시탭 A7 LITE는 8.0mm의 슬림한 두께와 300g대의 가벼운 무게로 부담 없이 가지고 나갈 수 있으며, 세련된 그레이 컬러의 메탈 마감으로 견고함까지 더했다. 삼성 갤럭시 탭 A7 LITE는 최대 329 nit의 밝기, 분할 화면 기능도 가지고 있다. 삼성 갤럭시 탭 A7 LITE은 기존 안드로이드 10에서 안드로이드 11로 버전이 업데이트가 가능하며. 삼성 갤럭시 탭 A7 LITE은 8MP AF 후면 카메라와 주변 조도 센서가 탑재된 5MP 전면 카메라를 탑재했다.
2024년 1월 16일 LTE모델부터 안드로이드 14로 업데이트 되었다.
2024년 1월 25일 WIFI모델 안드로이드 14로 업데이트 되었다.